# ATP Challenger do Rio de Janeiro 2022
L'ATP Challenger do Rio de Janeiro 2022 è stato un torneo maschile tennis professionistico. È stata la 1ª edizione del torneo, facente parte della categoria Challenger 80 nell'ambito dell'ATP Challenger Tour 2022, con un montepremi di 53 120 $. Si è svolto dal 10 al 16 ottobre 2022 sui campi in terra rossa della Rio Tennis Academy di Rio de Janeiro, in Brasile.

## Partecipanti

### Teste di serie
| Nazionalità | Giocatore             | Ranking* | Testa di serie |
| ----------- | --------------------- | -------- | -------------- |
| Argentina   | Federico Coria        | 72       | 1              |
| Perù        | Juan Pablo Varillas   | 107      | 2              |
| Italia      | Marco Cecchinato      | 114      | 3              |
| Argentina   | Camilo Ugo Carabelli  | 119      | 4              |
| Brasile     | Felipe Meligeni Alves | 143      | 5              |
| Francia     | Alexandre Müller      | 145      | 6              |
| Argentina   | Juan Manuel Cerúndolo | 148      | 7              |
| Germania    | Yannick Hanfmann      | 163      | 8              |

* Ranking al 3 ottobre 2022.

### Altri partecipanti
I seguenti giocatori hanno ricevuto una wild card per il tabellone principale:
- Gustavo Almeida
- João Fonseca
- João Lucas Reis da Silva

Il seguente giocatore è entrato in tabellone come special exempt:
- Jan Choinski

I seguenti giocatori sono entrati in tabellone come alternate:
- Genaro Alberto Olivieri
- Juan Bautista Torres
- Gonzalo Villanueva

I seguenti giocatori sono passati dalle qualificazioni:
- Mariano Navone
- Sumit Nagal
- Juan Pablo Paz
- Jakub Paul
- Giovanni Mpetshi Perricard
- Rémy Bertola

## Campioni

### Singolare
Marco Cecchinato ha sconfitto in finale  Yannick Hanfmann con il punteggio di 4–6, 6–4, 6–3.

### Doppio
Guido Andreozzi /  Guillermo Durán hanno sconfitto in finale  Karol Drzewiecki /  Jakub Paul con il punteggio di 6–3, 6–2.